# Patrick Andrivet
Patrice Jean Andrivet, dit Patrick Andrivet, né à Antony dans les Hauts-de-Seine le 3 juillet 1930 et mort le 15 août 2017 à Valleraugue dans le Gard, est un auteur et un universitaire français. Il fut professeur de littérature française à l'université Paris-VI (campus de Jussieu), actuellement université Pierre-et-Marie-Curie et « dix-huitiémiste » (spécialiste du XVIIIe siècle, notamment de sa littérature).

## Biographie
Son père Jean Andrivet était l'un des pionniers du judo français, sa mère Madeleine Mouchet, institutrice puis employée de banque. Il est le dernier d’une fratrie de quatre enfants dont Jacques Daniel (1923-1989), Monique Janine (1925-2018) et Gilberte Michèle (1929-2022).
Jusqu'à l'âge de six ans, c'est sa mère qui se charge de son éducation. Il entre l'année suivante à l'école communale Payret-Dortail de Suresnes (département des Hauts-de-Seine).
En septembre 1939 lors de la déclaration de guerre, ses parents décident d'aller s'installer avec ses deux sœurs (Monique et Michèle), dans un petit village du département de la Sarthe, à Verneil-le-Chétif. De novembre 1939 à janvier 1940, la famille, excepté son père et son frère aîné Jacques, qui restent à Paris, s'installe chez son grand-père Gaston Mouchet à Saint-Palais-sur-Mer (Charente-Maritime) puis à Royan jusqu'à la défaite de l'armée française en juin 1940. À partir de l'occupation par les autorités allemandes, il est décidé de revenir s'installer dans la résidence principale de la famille à Suresnes (département des Hauts-de-Seine) où Patrick Andrivet rentre en classe de CM2, à l'issue de laquelle il obtient son certificat d'études primaires.
Vers cette époque, il participe à un concours de chant pour enfants radiodiffusé sur Radio-Paris.
En octobre 1941, il entre en classe de sixième à l'annexe du lycée Hoche de Versailles, située à Saint-Cloud (Hauts-de-Seine). Accusé d'avoir rédigé un petit journal favorable à la résistance, il est renvoyé du lycée. Il est admis l'année suivante en classe de cinquième au « petit Condorcet », rue d'Amsterdam, à Paris, jusqu'en classe de troisième.
À l'été 1943, il adhère aux auberges de la jeunesse. Il devient « ajiste » et fait la connaissance de Marc Sangnier avec qui, un peu plus tard, il se liera d'amitié.
En mars 1944, faisant suite à l'arrestation de membres de la Ligue française pour les auberges de jeunesse, dont René et Suzanne Maudet sa cousine, il est chargé par le frère de Suzanne d'aller prévenir, mais trop tard, Paul Joanny, le trésorier de la Ligue, qui, malade ou empêché, était resté chez lui à la cité-jardin de Suresnes. Celui-ci ne revint jamais des camps de concentration. C'est beaucoup plus tard que Patrick apprit qu'ils avaient été dénoncés par un des membres de la ligue arrêté qui avaient parlé sous la torture.
Atteint par la scarlatine, il est admis en juillet 1944 à l'hôpital Claude-Bernard à Paris, où il demeure quarante jours. Il ne peut, pour cette raison, assister à la Libération de Paris. À la fin de cette même année, sa famille s'installe à Asnières dans les Hauts-de-Seine.

La troupe de théâtre des Mascarilles du lycée Condorcet à Paris dans Le chevalier de l'ardent pilon de Beaumont et Fletcher. Assis, au centre, Patrick Andrivet. Photo Kodak du 26 mai 1945

En octobre 1944, il rejoint la troupe de théâtre amateur du lycée Condorcet « Les Mascarilles », dirigée par le professeur Jean Catel (1891-1950), et ce, jusqu'en 1950, année de sa dissolution. Durant cette période, Jean Catel, appréciera son investissement ainsi que celui d’André Prest (1925-1994). Sa première apparition en tant que comédien a lieu en décembre 1944 dans des scènes du Livre de Christophe Colomb de Paul Claudel, en présence de l'auteur. Sa dernière apparition a lieu à l'été 1949 pour une reprise de quelques scènes du même Livre de Christophe Colomb donnée à Saint-Michel-de-Cuxa, avec la participation de l'acteur André Var.
Il accède au « Grand Condorcet », rue du Havre, à la rentrée scolaire 1945.
En 1946, il fait la connaissance de Rachel (née en 1932), la sœur de son camarade de classe de seconde puis de première, Gabriel Rosselin (né en 1929), lui-même violoniste dans l'orchestre des « Mascarilles » et qui sera plus tard directeur d'unité de recherche à l'INSERM. À l'invitation de la mère de ceux-ci, Jeanne Rosselin, Patrick Andrivet s'installera à la fin de l'été 1947 chez sa future belle-famille pour pouvoir poursuivre ses études.
L'un de ses camarades de classe de terminale est le futur écrivain Jacques Réda. Patrick Andrivet bénéficie, cette année-là, d'une bourse de demi-pension. Puis après avoir obtenu son baccalauréat, il est admis en classe de Lettres supérieures (hypokhâgne) dans ce même lycée Condorcet. La même année, il se lie d'amitié avec Béatrice Lebovici, professeure agrégée et sœur de Serge Lebovici. L'année suivante, lors de son admission en khâgne, au lycée Louis-le-Grand, il bénéficie d'une bourse d'internat complet. Dans cet établissement, il a notamment pour professeur de philosophie Étienne Borne et pour condisciple Michel Serres. Puis, faisant suite à son admissibilité à l'École normale supérieure (rue d'Ulm), il bénéficie d'une bourse de licence pendant trois ans et entreprend ensuite de suivre des études supérieures de lettres. Il passera avec succès le concours d'agrégation de lettres en 1955.

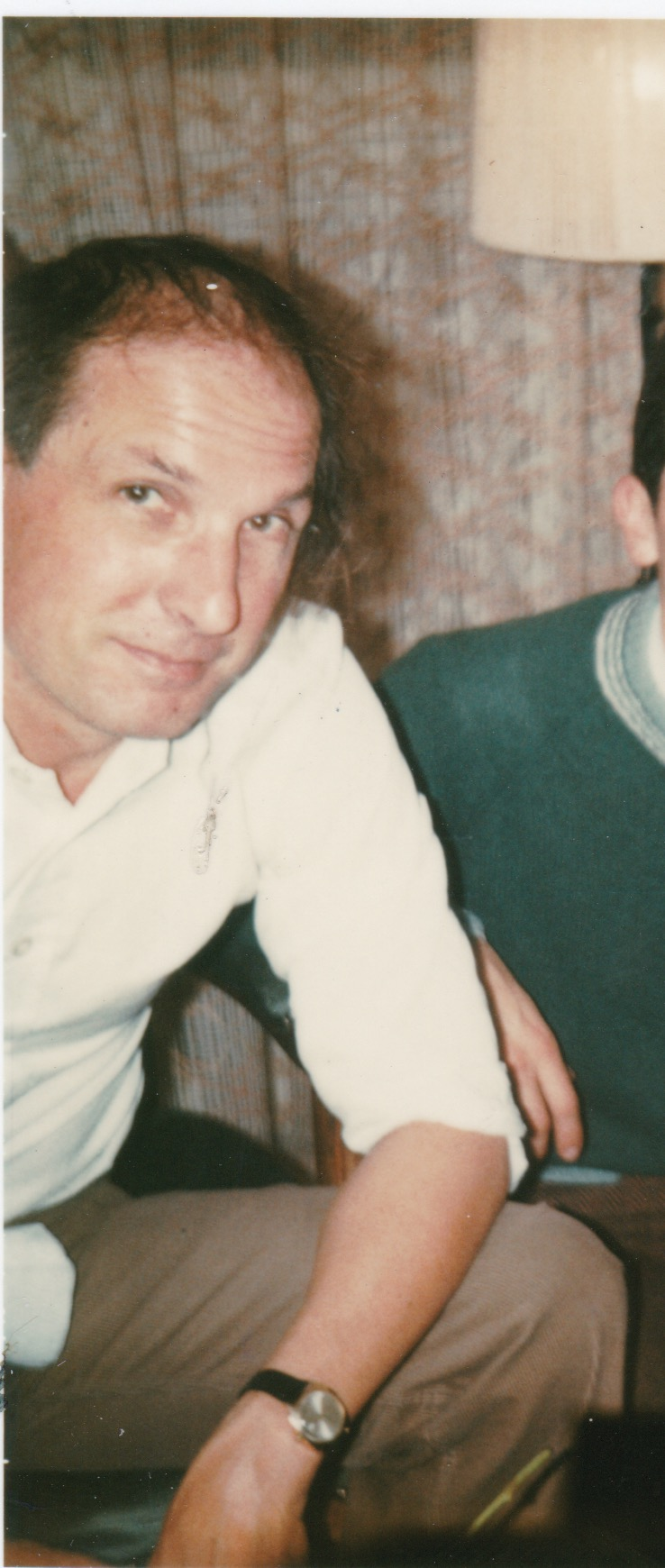
Patrick Andrivet dans les années 1970

Le 23 août 1955, il épouse à Paris, Rachel Szwarc, fille de Jeanne Rosselin et de Herc Szwarc (1897-1944) qui fut, avant guerre, le premier avocat d'Herschel Grynszpan. De cette union naîtront trois enfants : Laurence, Dominique et Silvia.
Il réside ensuite à Conflans-Sainte-Honorine jusqu'à son divorce.

### Le professeur
Il obtient son premier poste de professeur au Lycée de Nevers dans la Nièvre. Plus tard, il sera nommé successivement au lycée militaire d'Autun (Saône-et-Loire), au lycée de Fontainebleau (Seine-et-Marne) puis au lycée Honoré-de-Balzac à Paris.
En 1960, il signe le Manifeste des 121, déclaration sur le « droit à l'insoumission » dans le contexte de la guerre d'Algérie.
Au cours des années 1960, il adhère au PSU (Parti socialiste unifié). Dans les années 1970, il est candidat dans sa ville de résidence contre Michel Rocard qui a alors rejoint le Parti socialiste.

### L'universitaire
En 1968, il est nommé chargé de cours à Censier (université Paris III).
Il est nommé professeur de littérature française à l'université Paris-VI (faculté de Jussieu) jusqu'en 1995, année où il prend sa retraite.

### L'auteur
À partir des années 1990, il rédige différents ouvrages historiques spécialisés ayant trait au siècle des lumières.
En 1993 à  l'Université de Clermont-Ferrand II, il soutient avec succès sa thèse de doctorat sous la direction de Jean Ehrard : Représentations politiques de l'ancienne Rome en France des débuts de l'âge classique à la Révolution.
En 2004, il co-préface le livre écrit par sa cousine Suzanne Maudet, Neuf filles jeunes qui ne voulaient pas mourir, dans lequel celle-ci relate l'histoire de son évasion, en avril 1945, avec huit autres jeunes déportées des camps de concentration.
Il meurt le 15 août 2017 en son domicile du Mas de Launes à Valleraugue (Gard), son village de résidence principale, entouré de sa compagne Katharine Coit, universitaire d'origine américaine
.

### Liens de parentés
Il était l'arrière-petit-fils du pédagogue Jean-François Nicot, le petit-fils du pédagogue Gaston Mouchet, le fils du judoka Jean Andrivet, le neveu du linguiste ethnologue Jean Mouchet, le petit-neveu de l'auteur et pédagogue Pierre Estienne, le cousin germain de la résistante Suzanne Maudet et l'oncle du journaliste et ingénieur médias Jacques Rosselin.

## Publications
Il est l'auteur notamment d'ouvrages historiques et critiques d'auteurs du siècle des lumières.

### Ouvrages
- Patrick Andrivet, « Rome fut pendant cinq cents ans un miracle continuel... » : Une étude sur l'idéalisation des anciens Romains dans les écrits politiques de Jean-Jacques Rousseau, vol. 3, Atelier national de reproduction des thèses, coll. « Université de Lille III », 1974, 183 p.

- Patrick Andrivet, Théâtre, politique et antiquité romaine : Une étude sur les pièces « romaines » de Pierre Corneille, vol. 5, Atelier national de reproduction des thèses, coll. « Université de Lille III », 1982, 217 p.

- Patrick Andrivet, Un écrivain « libertin » et l'histoire romaine : Une étude des Réflexions sur les divers génies du peuple romain dans divers temps de la République et de quelques autres textes de Saint-Evremond, vol. 2, Atelier national de reproduction des thèses, coll. « Université de Lille III », 1985, 392 p.

- Patrick Andrivet, La liberté coupable : Une étude des chapitres « romains » du Discours sur l'histoire universelle de Bossuet, vol. 4, Atelier national de reproduction des thèses, coll. « Université de Lille III », 1988, 300 p.

- Patrick Andrivet, « Rome enfin que je hais… »? : Étude sur les différentes vues de Montesquieu concernant les anciens Romains, vol. 6, Atelier national de reproduction des thèses, coll. « Université de Lille III », 1991, 255 p.

- Patrick Andrivet, Charles de Saint-Évremond et l'histoire romaine, Orléans, Paradigme, coll. « Modernités », 1998, 346 p.  (ISBN 9782868781840) /  (EAN 9782868781840)

- Patrick Andrivet, Représentations politiques de l'ancienne Rome en France des débuts de l'âge classique à la Révolution : thèse de doctorat de littérature française Université de Clermont-Ferrand II 1994, soutenue en 1993[12], Jean Ehrard directeur de thèse, ill. : 30 cm + 1 dossier[13], 1994, 6 vol. 1500[présentation en ligne]

- Patrick Andrivet, Représentations politiques de l'ancienne Rome en France des débuts de l'âge classique à la Révolution : essai de synthèse de la thèse de doctorat de littérature française Université de Lille III, soutenue en 1993, vol. 1, Atelier national de reproduction des thèses, 1993, 50 p.

- Patrick Andrivet, Françoise Weil, Cecil P. Courtney et Catherine Volpilhac-Auger, Œuvres complètes de Montesquieu : Considérations sur les causes de la grandeur des Romains et de leur décadence, vol. 2, Oxford, The Voltaire Foundation, 2000, 382 p.  (ISBN 0-7294-0634-2)

- Patrick Andrivet, La liberté coupable ou les anciens Romains selon Bossuet, Orléans, Paradigme, coll. « Modernités », 2006, 238 p.  (ISBN 2-86878-246-9) /  (EAN 9782868782465)

- Patrick Andrivet, « Rome enfin que je hais… »? : Étude sur les différentes vues de Montesquieu concernant les anciens Romains[14], Orléans, Paradigme, coll. « Modernités », 2012, 295 p.  (ISBN 978-2-86878-293-9) /  (EAN 9782868782939)

- Ouvrage collectif (Hubert Bost, Claude Lauriol, Hubert Angliviel de La Beaumelle, Patrick Andrivet, Claude Antore, Claudette Fortuny, François Pugnière), Correspondance générale de La Beaumelle : Laurent Angliviel de La Beaumelle (1726-1773), vol. : 15 (tomes I à XV, 17 tomes sont prévus), Oxford, The Voltaire Foundation, 2005-2019  (ISBN 978-0-7294-1210-0) [présentation en ligne sur le site de l’éditeur]. Cette édition a reçu le prix de la Fondation Édouard Bonnefous de l'Institut de France en 2013. Les deux derniers tomes seront prochainement édités aux éditions Slatkine.

### Articles, actes, préface

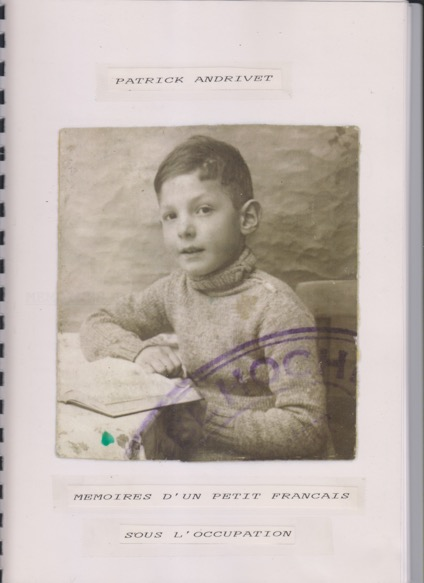
Page de couverture de la monographie de Patrick Andrivet

- Patrick Andrivet, Les débuts de l'histoire romaine en question : Actes du Septième congrès international des Lumières, Budapest 1987, The Voltaire Foundation, coll. « Studies on Voltaire and the eighteenth century (263-265) », 1989, p. 1005 à 1009
- Montesquieu et la démographie romaine (1992) (in Actes du Huitième congrès international des Lumières), Oxford, Voltaire Foundation, 1992, vol. 3, p. 1689-1692[14].
- Montesquieu et Cicéron, de l’enthousiasme à la sagesse (1992) Jean-Louis Jam (dir.), in Éclectisme et cohérences des Lumières. Mélanges offerts à Jean Ehrard, Paris, Nizet, 1992, p. 25-34[14].
- Patrick Andrivet, « L'inspiration romaine dans les chaînes de l'esclavage de Marat », Dix-huitième siècle, L'Antiquité, Revue annuelle publiée avec le concours du Centre National de la Recherche Scientifique, du Centre national des Lettres et de l'Université de Reims, Paris, Presses Universitaires de France, no 2,‎ 1995, p. 10 (ISBN 2130473601, ISSN 0070-6760)

- Vanessa de Sénarclens, Montesquieu historien de Rome, in Revue Montesquieu no 7 (2004)[14]
- Auguste, in Dictionnaire Montesquieu, sous la direction de Catherine Volpilhac-Auger, ENS de Lyon, septembre 2013[15].
- Neuf filles jeunes qui ne voulaient pas mourir, de Suzanne Maudet, préface de Patrick Andrivet et Pierre Sauvanet, édition Arléa, collection : Littérature française, mars 2004, 140 pages, dimensions : 12,5 × 20,5 cm,  (ISBN 9782869596566)

### Autobiographie
- Mémoires d'un petit français sous l'occupation, monographie personnelle, octobre 1996, 71 pages, collection privée
- Le Temps des Mascarilles, monographie personnelle, février-mars 1997, 96 pages, collection privée